# Cultura da Zâmbia
A cultura da Zâmbia é principalmente cultura bantu  misturada com influências europeias. Antes da criação da moderna Zâmbia, os indígenas viviam em tribos independentes, cada um com as suas próprias formas de vida. Um dos resultados da era colonial foi o crescimento da urbanização. Diferentes grupos étnicos começaram a viver em conjunto em cidades e vilas, influenciando mutuamente, bem como a adopção de um lote de cultura europeia.